# Franz Wright
Pour les articles homonymes, voir Wright.
Œuvres principales
Walking to Martha's Vineyard
Franz Wright, né le 18 mars 1953 à Vienne en Autriche et mort le 14 mai 2015 , à Waltham au Massachusetts, était un poète américain.

## Biographie
Il naquit à Vienne mais passa la plupart de sa vie aux États-Unis. Son père, James Wright, aussi un récipient du Prix Pulitzer, abandonna la famille pendant l'enfance de Franz. Cet épisodique marqua le jeune Franz, une grande partie de sa poésie étant liée à sa relation ténue, mais affectueuse, avec son père. Franz aurait envoyé l'un de ses premiers poèmes à son père à l'âge de 15 ans. Ce dernier lui répondit : « Que je sois maudit. Tu es un poète. Bienvenue en enfer. ».
Une thème importante dans la poésie de Franz est aussi la grâce et la rédemption de son âme. Jusqu'à la fin du XXe siècle, Franz était alcoolique et dépressif. Avec le temps, il commença à fréquenter des Églises Catholiques, dans lesquelles il buvait (car il faisait froid dehors) ; or, ayant toujours été intéressé par la spiritualité et la Bible, il voyait là-dedans une telle beauté dans l'Histoire de Jésus, et, à la suite d'une expérience de sorte mystique, devint catholique et, de manière remarquable, sobre. Nous voyons rapidement un changement d'humeur dans ses poèmes, qui adoptent un air d'espoir malgré les difficultés posées par ses nombreux troubles mentaux.
Il obtient le Prix Pulitzer de poésie en 2004 pour Walking to Martha's Vineyard ("Promenade à Martha's Vineyard"). Dans le poème de ce titre, nous lisons:
"Merci à Vous de me laisser vivre comme l'un des sains ;
Merci à Vous de m'avoir fait connaître cette expérience.
Merci à Vous de m'avoir laissé regarder votre ciel effrayant
sans peur,
Et votre monde terrible sans terreur, Et votre psychotique
insensible et désespérément perdu
avec cet amour."

## Œuvres
Ses œuvres ne sont pas traduites en français.
- Walking to Martha's Vineyard (promenade à Martha's Vineyard), 2003
- God's Silence (Le silence de Dieu), 2006
- Wheeling Motel, 2009
- Kindertotenwald (La forêt des enfants morts), 2011